# Remizidae
Famille
Les Remizidae (ou rémizidés) sont une famille de passereaux qui comprend douze espèces dont les rémiz.

## Taxinomie
Les travaux phylogéniques de Johansson et al. (2013) sur la famille des Paridae montrent que Cephalopyrus flammiceps (anciennement Rémiz tête-de-feu) n'appartient pas à la famille des Remizidae mais à celle des Paridae.

### Liste alphabétique des genres
- Anthoscopus Cabanis, 1850
- Auriparus Baird, 1864
- Remiz Jarocki, 1819

### Liste des espèces
D'après la classification de référence (version 5.2, 2015) du Congrès ornithologique international (ordre phylogénique) :
- Remiz pendulinus – Rémiz penduline
- Remiz macronyx – Rémiz à tête noire
- Remiz coronatus – Rémiz couronnée
- Remiz consobrinus – Rémiz de Chine
- Anthoscopus punctifrons – Rémiz du Soudan
- Anthoscopus parvulus – Rémiz à ventre jaune
- Anthoscopus musculus – Rémiz souris
- Anthoscopus flavifrons – Rémiz à front jaune
- Anthoscopus caroli – Rémiz de Carl
- Anthoscopus minutus – Rémiz minute
- Auriparus flaviceps – Auripare verdin